# Łogowskoje
Łogowskoje (ros. Логовское) – wieś (sieło) w Rosji, w Kraju Ałtajskim, w rejonie pierwomajskim. W 2010 liczyła 1429 mieszkańców.